# 808 Merxia
A 808 Merxia (ideiglenes jelöléssel 1901 GY) a Naprendszer kisbolygóövében található aszteroida. Luigi Carnera fedezte fel 1901. október 11-én.